# Laramidia

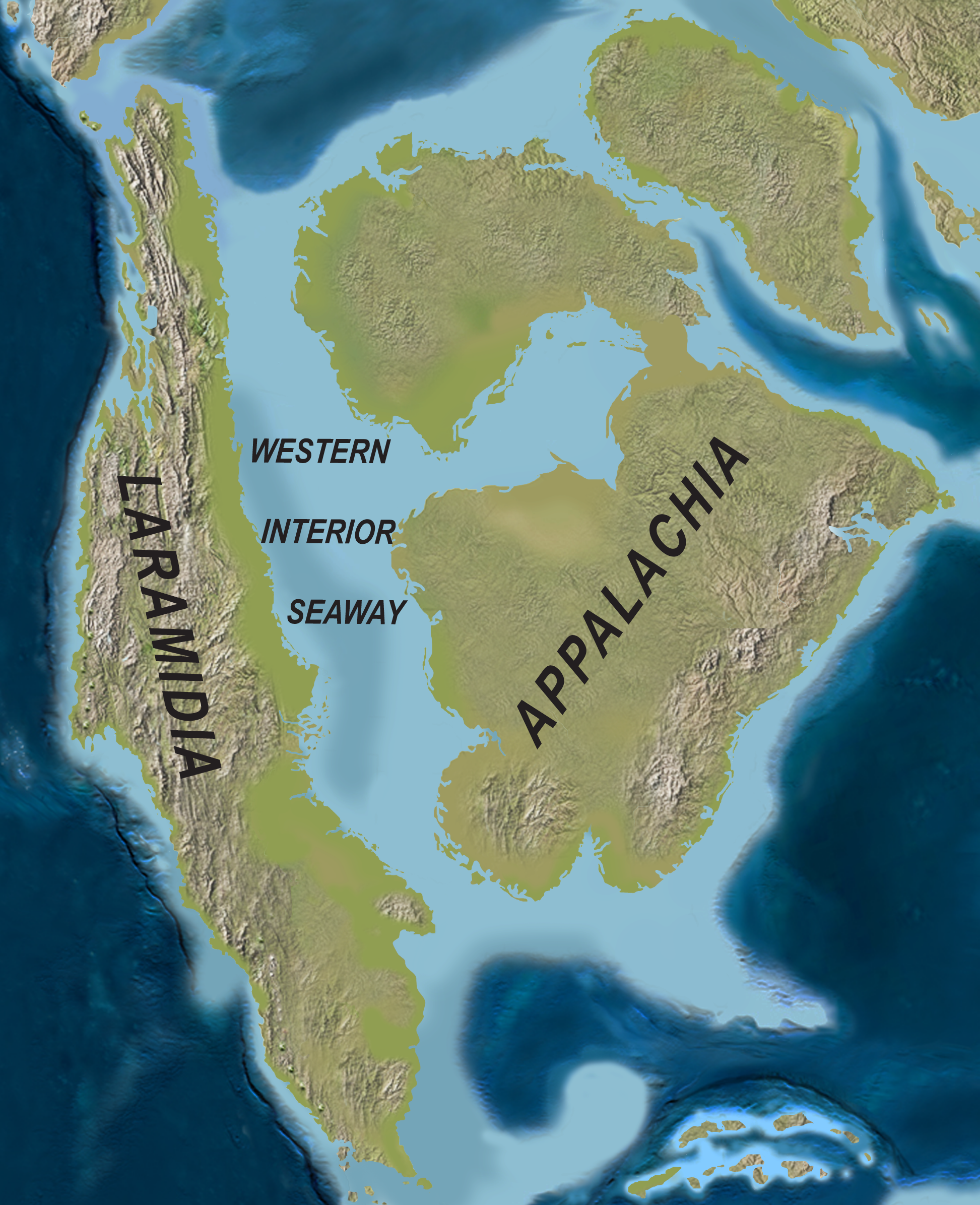
América do Norte durante o estágio Campaniano

Laramidia era um continente insular que existiu durante o período Cretáceo Superior (há entre 99,6 a 66 milhões de anos), quando o Mar Interior Ocidental dividiu o continente da América do Norte em dois. Na era Mesozóica, Laramidia era uma massa de terra insular separada do continente Appalachia no leste pelo Canal do Mar do Interior Ocidental. O mar finalmente encolheu, dividiu-se nas Dakotas e recuou em direção ao Golfo do México e à Baía de Hudson. As massas se uniram para unir o continente norte-americano.
Laramidia é nomeada após a orogenia Laramida. O nome foi cunhado por J. David Archibald em 1996.

## Geografia

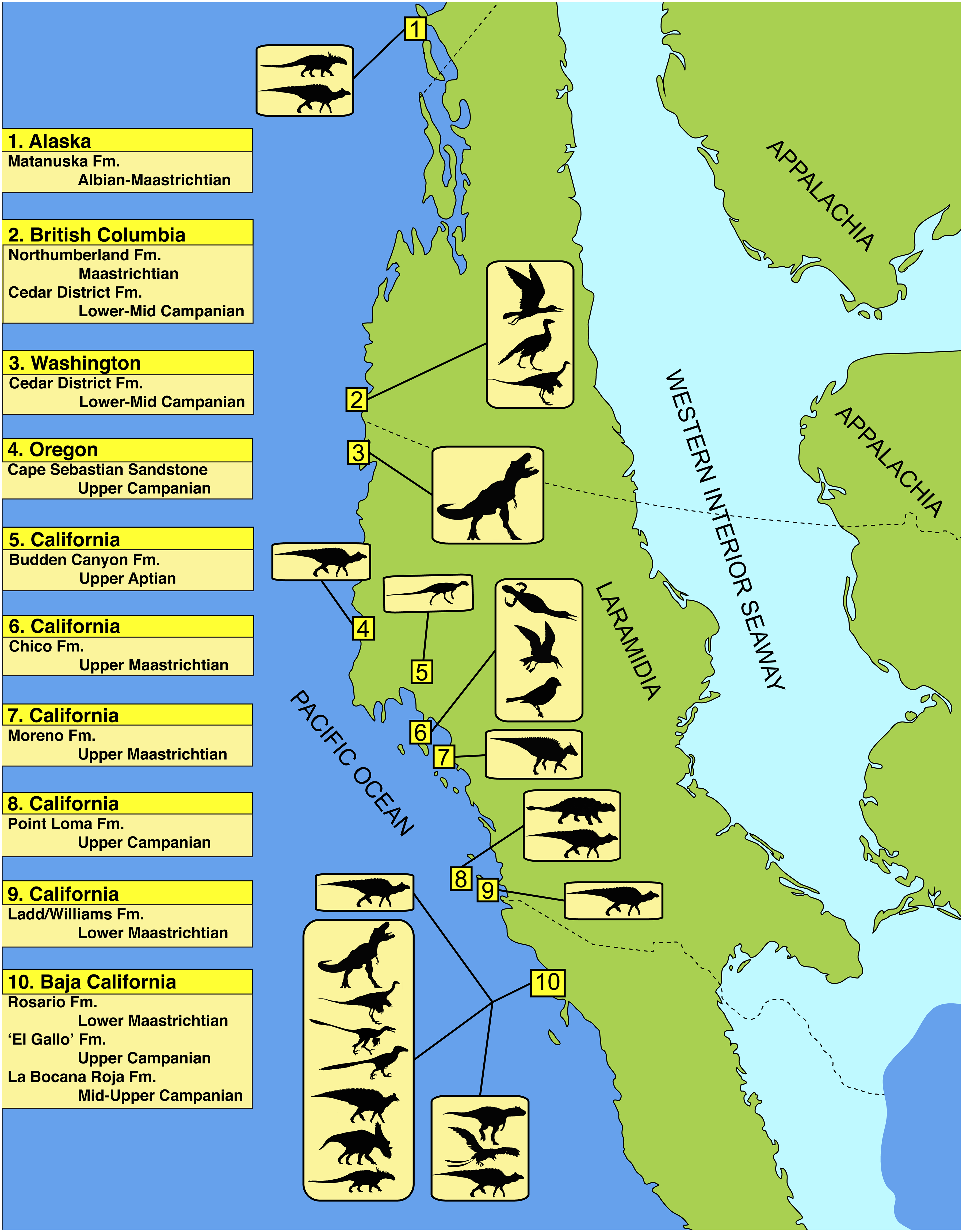
Diversidade de dinossauros na costa leste de Laramidia

Laramidia se estendia na direção norte-sul do atual Alasca até o México, mais ou menos no nível do estado de Michoacán. A expansão na direção leste-oeste, entretanto, foi muito menor e alcançou apenas a partir de onde hoje é a costa oeste dos Estados Unidos até cerca das fronteiras orientais da Colúmbia Britânica ou Idaho. Do Turoniano ao início do Paleoceno, Laramidia foi separada do continente Appalachia no leste por uma plataforma marítima rasa, o Mar Interior Ocidental. Foi somente quando esse mar lentamente recuou na direção do que hoje é o Golfo do México que os dois continentes se juntaram para formar a moderna América do Norte.

## Paeloecologia
O registro fóssil de Laramidia é considerado extremamente bom e é significativamente mais informativo do que o de Appalachia. A massa de terra nas partes do norte ofereceu um clima subtropical com extensas planícies costeiras e grandes pântanos. No sul, o clima provavelmente era mais quente e tropical do que subtropical. A vegetação consistia principalmente de sementes floridas, coníferas, palmeiras e cicadáceas.
A área é rica em fósseis de dinossauros. Tiranossauros, dromeossaurídeos, troodontídeos, hadrossauros, ceratopsianos (incluindo Kosmoceratops e Utahceratops), paquicefalossauros e saurópodes titanossauros são alguns dos grupos de dinossauros que viveram nesta massa de terra.